# Aplysia parvula
Aplysia parvula es una especie de molusco gasterópodo del orden Opisthobranchia. Son característicos los lobos parapodiales en la espalda alrededor de su concha evolucionariamente atrofiada y encarnada, un color rojo-bermejo o verde aceituna-negro de la piel y muestra de puntos o vetas. 